# 丹·克鲁克山克
丹·克鲁克山克（英語：Daniel Gordon Raffan Cruickshank，1949年8月26日—）是一位英国美术史家、BBC电视主持人和作家，专攻建筑史，曾主持电视纪录片《漫游世界建筑群》（Dan Cruickshank's Adventures in Architecture）、《西藏半生緣》（The Lost World of Tibet）等节目。